# Нордерверден
Нордерверден (нім. Norderwöhrden) — громада в Німеччині, розташована в землі Шлезвіг-Гольштейн. Входить до складу району Дітмаршен. Складова частина об'єднання громад КЛГ-Гайдер-Умланд.
Площа — 18,47 км2. Населення становить 262 ос. (станом на 31 грудня 2020).
Релігійний склад (2011):
Протестанти — 193 - 68,2%
Католики — 15 - 5,3%
Інші/нерелігійні — 75 - 26,5%

## Галерея

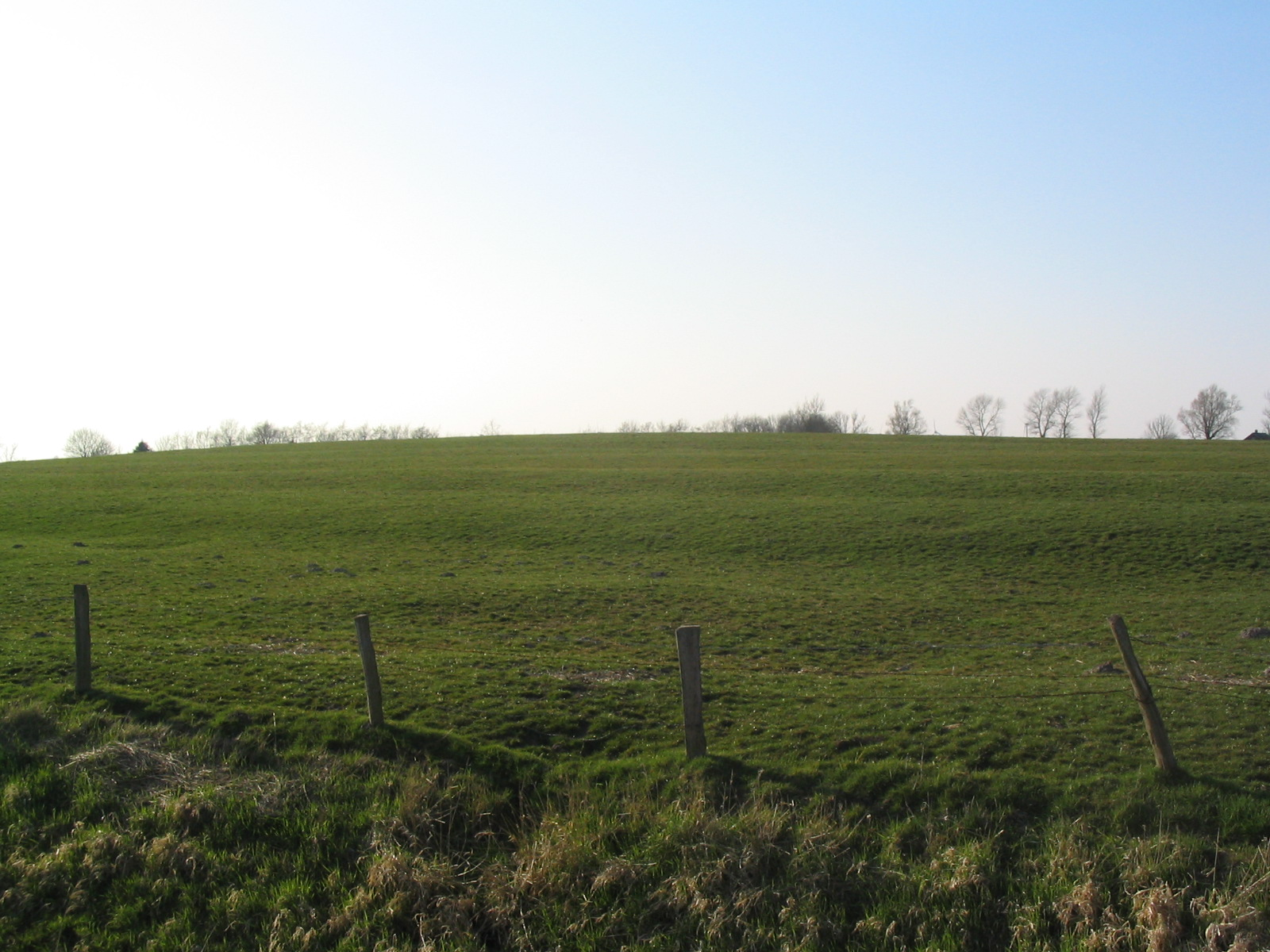